# Сражение за форт Хиндман
Сражение за форт Хиндман — произошла с 9 по 11 января 1863 года, возле реки Арканзас. Это сражение было частью Виксбергской кампании в гражданской войне США.

## Предыстория
Форт Хиндман был назван в честь арканзасского генерала Томаса Хиндмана. Гарнизон форта состоял из 6-ти техасских полков, одного луизианского кавалерийского полка, арканзасского полка и одной арканзасской батареи, всего 3 бригады (8 полков и 1 батарея). Ещё 4 полка присутствовали отдельно. Комендантом форта был назначен Томас Черчилл, под его руководством было всего 5500 человек.
Конфедеративная Армия создала сеть сложных укреплений вокруг форта Хиндман, чтобы препятствовать северянам продвинуться в Арканзас.
Федеральный генерал Джон МакКлернанд предложил президенту Линкольну захватить форт Хиндман для дальнейшего продвижения на территорию штата Арканзас. Также он считал, что сдача форта ускорит взятие Виксберга. Президент одобрил этот план и дал Макклернанду армию численностью в 33 000 человек и военно-морской флот.

## Сражение
Лодки Союза начали высаживать десант около форта Хиндман вечером 9 января, в тот же день федеральные канонерки окружили форт со стороны реки. Десантный корпус Шермана выбил конфедератов из занимаемых ими рвов, и они были вынуждены отступить для защиты форта. 10 января канонерки под командованием Дэвида Портера начали бомбардировку форта Хиндман. Артиллерия Союза также открыла огонь по форту со своих позиций за рекой. В тот же день армия МакКлернанда взяла форт в кольцо. 11 января, под мощной бомбардировкой с суши и с моря, а также под многочисленными атаками Макклернанда, гарнизон форта Хиндман сдался, несмотря на приказ Черчилла любой ценой удерживать форт.

## Последствия
Союз потерял 1047 человек убитыми и ранеными. Падение форта не ускорило взятие Виксберга, как предполагал Макклернанд, но зато так было устранено ещё одно препятствие для федерального судоходства. Грант был рассержен на Макклернанда за его стратегию, и лично принял руководство по ведению Виксбергской кампании.
Южане потеряли в сражении примерно четверть всех своих войск в Арканзасе (5500 чел.), причём в основном пленными, это была крупнейшая капитуляция армии Конфедерации, не считая капитуляции при Аппоматтоксе.